# Tscherskia triton
El hámster de cola larga (Tscherskia triton) es un roedor miomorfo de la familia Cricetidae. Es el único miembro del género Tscherskia. No se reconocen subespecies.
Este hámster ha sido una plaga importante desde la antigüedad. Tiene la costumbre de pararse sobre sus patas traseras y gritar fuerte. La diversidad genética de Tscherskia triton tiene una correlación positiva con la densidad de población cuando se utilizan marcadores de microsatélites. 
El cambio climático y la actividad humana han influido en la variación genética de esta especie.
Algunas autoridades sostienen que el décimo quinto gua del Yi Jing (I Ching) se refiere repetidamente a este animal.[cita requerida]